# Magdalena Morano
Magdalena Catalina Morano (n. Chieri, 15 de noviembre de 1847 -  m. Catania, 26 de marzo de 1908), fue una religiosa salesiana italiana, ingresó desde muy joven a la Congregación Hijas de María Auxiliadora, siendo una de tantas jóvenes salesianas en ingresar a dicha orden religiosa, en ese tiempo, recién fundada por San Juan Bosco y Santa María Mazzarello.

## Biografía
Magdalena Catalina Morano nació en Chieri, en la provincia de Turín, el 15 de noviembre de 1847. Cuando ella tenía ocho años, murió su padre Francisco, por lo que empezó a ayudar a su madre en su trabajo. Gracias a su tío sacerdote, pudo volver a estudiar. Su maestra le asignó el cuidado de los más pequeños. En ese tiempo se encontró con Juan Bosco por primera vez, caminando a Butigliera d´Asti. Magdalena quería ser maestra y a los 17 años de obtuvo el certificado que le permitía ser.

### Maestra
Cuando tenía 19 años empezó a enseñar en Montaldo Torinese. Magdalena siguió el consejo de su director espiritual y, después de haber comprado una casa para su madre con sus ahorros, fue a hablar con Don Bosco, quien la envió a Mornese, donde María Mazzarello la recibió con alegría.

### Con la Madre Mazarello
Pronto empezó a enseñar. En 1880 se consagró a Dios a través de los votos perpetuos y le pidió al Señor la gracia de “mantenerse viva hasta convertirse en una santa”. En 1881, a petición del arzobispo de Catania, Magdalena fue invitada a dirigir el trabajo en Trecastagni, donde ya estaban trabajando tres maestras. Durante cuatro años estuvo a cargo, enseñó, lavó, cocinó y fue catequista.

### Sicilia
Después de una pausa de un año en Turín, donde estuvo a cargo de la comunidad de las hijas de María Auxiliadora en Valdocco, fue enviada a Sicilia como visitadora, directora y maestra de novicias. Su labor era fundar nuevas comunidades y formar a las hermanas. Ella abrió colegios, oratorios, albergues y talleres en todas partes de la isla.
Surgieron numerosas vocaciones, atraídas por el celo y el espíritu comunitario que ella creaba alrededor suyo. Sus múltiples apostolados era bienvenidos y alentados por los Obispos. En Catania le encargaron la supervisión de toda la catequesis, la fundación de nuevos oratorios y del Colegio de Maestros. 
Era muy devota a San José y María Auxiliadora, siendo exitosa en la difusión del carisma de Don Bosco y el sistema preventivo.

### Muerte
Debido a un tumor, Sor Morano murió en Catania el 26 de marzo de 1908. A su muerte ese año, había en Sicilia 18 casas, 142 hermanas, 20 novicias y 9 postulantes. En la ciudad donde murió, Juan Pablo II la proclamó beata el 5 de noviembre de 1994. Sus restos son venerados en Ali Terme (Catania). 